# Mareb
Mareb eller Mereb (også Gash), er en flod, som udspringer i Eritreas højland, lige syd for hovedstaden Asmara. I sit forløb mod vest flyder den først syd på mod Etiopiens grænse og udgør de to landes naturlige grænse frem til, at den når det vestlige Eritreas lavland og skifter navn til Gash, fra arabisk Nahr al-Qash, og flyder videre mod sin ende i Sudans østlige sandørken. 
Den var formodentlig oprindeligt en biflod til Nilen, men med tidens klimaforandringer når den ikke længere frem inden den ender i ørkenen.
Floden har kun vand i regntiden. 
Mareb har udgjort en naturlig grænse mellem Eritrea og Etiopien siden middelalderen, da Eritreas højland nord for floden Mareb og dens centrale kyst hed Bahr Negash ("havets konge" eller "havets kongerige" på tigrinsk) mens landet syd for floden tilhørte andre riger og dynastier, som opstod efter Aksumrigets opsplitning og sammenbrud og som med tiden dannede det forenede Etiopien (Abessinien). Etiopierne kaldte også landet Bahr Negash for det uregerlige Mareb Mellash (på amharisk, det dominerende folk og sprog i Abessinien og Etiopien), der betyder "hinsides Mareb-floden".
16°04′N 36°16′Ø / 16.07°N 36.27°Ø